# Histoire de la Savoie de 1860 à 1914
Cet article a pour sujet l'histoire de l'entité géographique et historique appelée Savoie au lendemain de l'Annexion. Pour consulter l'article principal, lire : Histoire de la Savoie. Pour l'histoire des départements français, voir les articles spécifiques : Histoire de la Savoie (département) et Histoire de la Haute-Savoie.
L’Histoire de la Savoie de 1860 à 1914 aborde la période de l’entrée de l'ancien duché de Savoie dans l’ensemble français. Celle-ci fait suite à la signature du traité de Turin de mars et du plébiscite d'avril, la Savoie devient définitivement française le 14 juin 1860. Cette entrée sous l'autorité française se déroule sans difficultés, et si quelques tensions apparaissent au lendemain de l’Annexion, à aucun moment les Savoyards ne semblent remettre en cause le choix des princes, même à la veille de la Première Guerre mondiale. Outre l’intégration administrative, la population savoyarde doit faire face - tant du point de vue économique que culturel - aux évolutions engendrées par les transformations industrielles de la fin du XIXe siècle.

## Sous le Second Empire

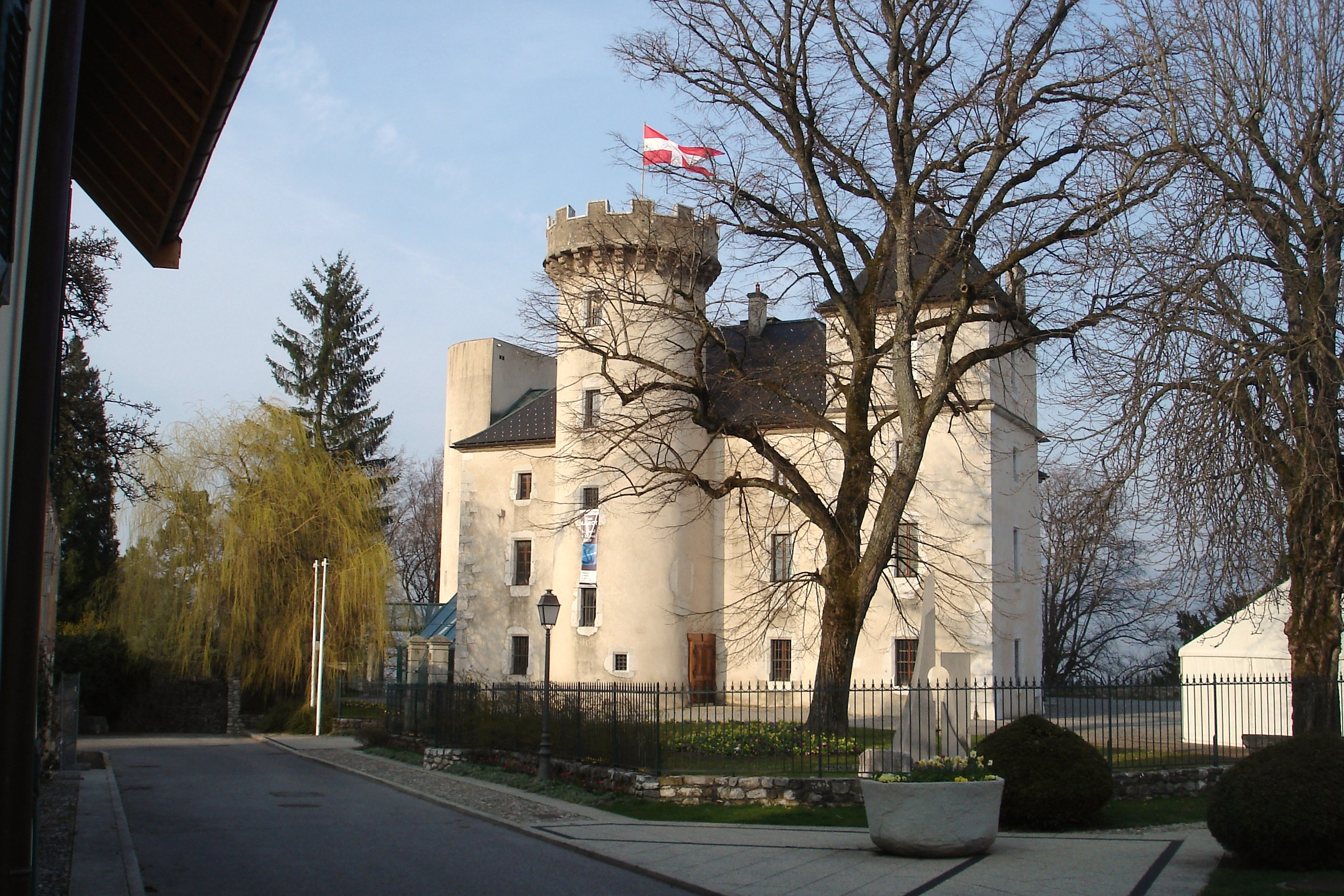
Le couple impérial fut reçu à La Roche-sur-Foron le 31 août 1860

Le 14 juin 1860, le duché de Savoie intègre officiellement l’Empire français. Le 15 juin, ce dernier est divisé en deux départements, la Savoie et la Haute-Savoie. Du 27 août au 5 septembre, le couple impérial effectue un voyage à travers les terres savoyardes, visitant : Chambéry (27 août), Aix-les-Bains (29 août), Annecy avec une promenade sur le lac en gondole (30 août), découverte en calèche de La Roche-sur-Foron (31 août), puis de Saint-Julien-en-Genevois et Thonon, direction Évian-les-Bains en bateau, ensuite Sallanches (2 septembre) et l’approche de la montagne depuis Chamonix avec l’ascension à dos de mulet du Montenvers et la traversée de la Mer de Glace. « Partout où les souverains parurent en brillant cortège, ils reçurent un accueil triomphal ».

### Juin-décembre 1860: Une transition rapide
L’intégration s'est faite par une mise en place rapide des services régaliens (administration, justice, police). Pour diriger les deux nouveaux  départements français, Hippolyte Dieu et Gustave-Léonard Pompon-Levainville prennent leurs fonctions de préfets en Savoie et Haute-Savoie après avoir prêté serment à l’empereur Napoléon III le 14 juin 1860. Le second sera rapidement remplacé par un Savoyard de Paris, Anselme Pétetin. Les six sous-préfets sont pour quatre d'entre eux savoyards. Pour les affaires religieuses, les changements sont plus lents, pour ne pas dire prudents. Les quatre diocèses de Chambéry, Tarentaise, Maurienne et d'Annecy sont maintenus bien que ne correspondant pas aux divisions ecclésiastiques françaises et à la législation liée au Concordat de 1801. On parle donc de la suppression de deux d'entre eux et de la vacance de ces sièges,.
En 1860, Chambéry possède un "Institut universitaire" (fondé dix ans plus tôt) dépendant de Turin regroupant les chaires de droit, médecine, théologie, pharmacie, géométrie, physique, et de mécanique. Cependant, un décret du 24 octobre 1860 les retire. Seule Annecy possédait un collège d'État et pour réduire l’influence du clergé à Chambéry, un lycée impérial sera inauguré, et pour dispenser l’enseignement, il faudra faire appel à des professeurs et des instituteurs de l’est de la France. L'académie de Chambéry, rassemblant les deux départements savoyards, est créée par décret impérial du 13 juin 1860. Charles Zervot en devient le recteur.
Une chambre de commerce et d’industrie à la française est inaugurée à Chambéry en même temps qu'à Nice, en 1861, à la suite du décret impérial du 5 décembre 1860. Elle comporte, selon l'article 2 : « douze membres ». En 1862, les membres de la confrérie Saint-Nicolas créent la Société de Secours Mutuel, pour couvrir les frais médicaux et pharmaceutiques des travailleurs malades ou accidentés. Du 10 au 20 août 1863, Chambéry organise le 30e congrès scientifique de France d'archéologie et d’objets d’arts, organisé par le marquis Charles-Albert Costa de Beauregard au palais de justice de la ville.
Sur le plan judiciaire, le décret du 12 juin 1860 rend applicable les lois pénales et d’instruction en Savoie existantes en France. La loi du 23 juin 1860 prévoit en son article 3 que « les départements de la Savoie et de la Haute-Savoie forment le ressort d’une cour impériale dont le siège est à Chambéry ». Historiquement le maintien de la cour d’appel chambérienne - qui a succédé au Sénat de Savoie en 1848 - était la condition nécessaire au bon résultat plébiscité en 1860. En effet les opposants à l'annexion avaient pour argumentation, la suppression de la cour d'appel. Pour garantir les résultats du plébiscite, Napoléon III, représenté par le garde des Sceaux en France, s'engage à maintenir l’existence de la cour : il n'existera alors que deux cours d’appel en France ; la  Cour de Cassation et celle de Chambéry. Cette dernière est confiée au  procureur général Charles Alfred Millevoye. Par ailleurs, pour la gestion des affaires privées, les codes sardes sont maintenus. Toutefois, malgré un bon déroulement, certains contentieux vont apparaître.
Les 383 officiers militaires savoyards, bien intégrés dans l’armée sarde, doivent choisir entre la France et l'Italie. La plupart d'entre eux opteront pour l’Italie par ambition de carrière et fidélité au roi Victor-Emmanuel II de Savoie. Le choix étant déchirant pour bon nombre d’entre eux, une majorité de ces officiers aux deux patries et à la carrière incertaine, n'auront de la France impériale qu'une déchirure et une promotion limitée, remplie de préjugés. Pourtant les articles 5 et 6 du traité de Turin du 24 mars 1860 promettaient de maintenir les mêmes droits sardes acquis, si les citoyens-soldats choisissent la nationalité française et l'armée française. La Brigade de Savoie qui désirait rester au sein de l’armée impériale, comme brigade de volontaires savoisiens, deviendra le 103e régiment d'infanterie de ligne. Le régiment sera dissout le 15 janvier 1862, et les officiers savoyards seront incorporés et dispersée dans différentes armes de l'armée française,. Hubert Heyriès note dans son article que « Cinquante-huit officiers (12 %) [ayant choisi de rester dans l'armée piémontaise] devinrent généraux, alors qu’à peine trois officiers (Jean-François Borson, Charles Goybet et Auguste de Ville) finirent leur carrière au grade de général en France, signe que l’intégration française fut nettement plus difficile ».
Le corps des "Carabiniers Royaux" est devenu "gendarmerie impériale". Les casernes désertées, seront occupées par 53 anciens carabiniers d'origine Savoisienne, et ceux-ci seront intégrés à la "Compagnie de la Savoie" composée de 92 sous-officiers brigadiers et gendarmes.
De 1860 à 1870, les maires et adjoints municipaux sont nommés par l'empereur dans les chefs-lieux du département, des arrondissements et des cantons, et dans les communes dont la population est égale ou supérieure à 3 000 habitants, et non élus par leurs collègues. Dans les autres communes ils sont nommés par le préfet.

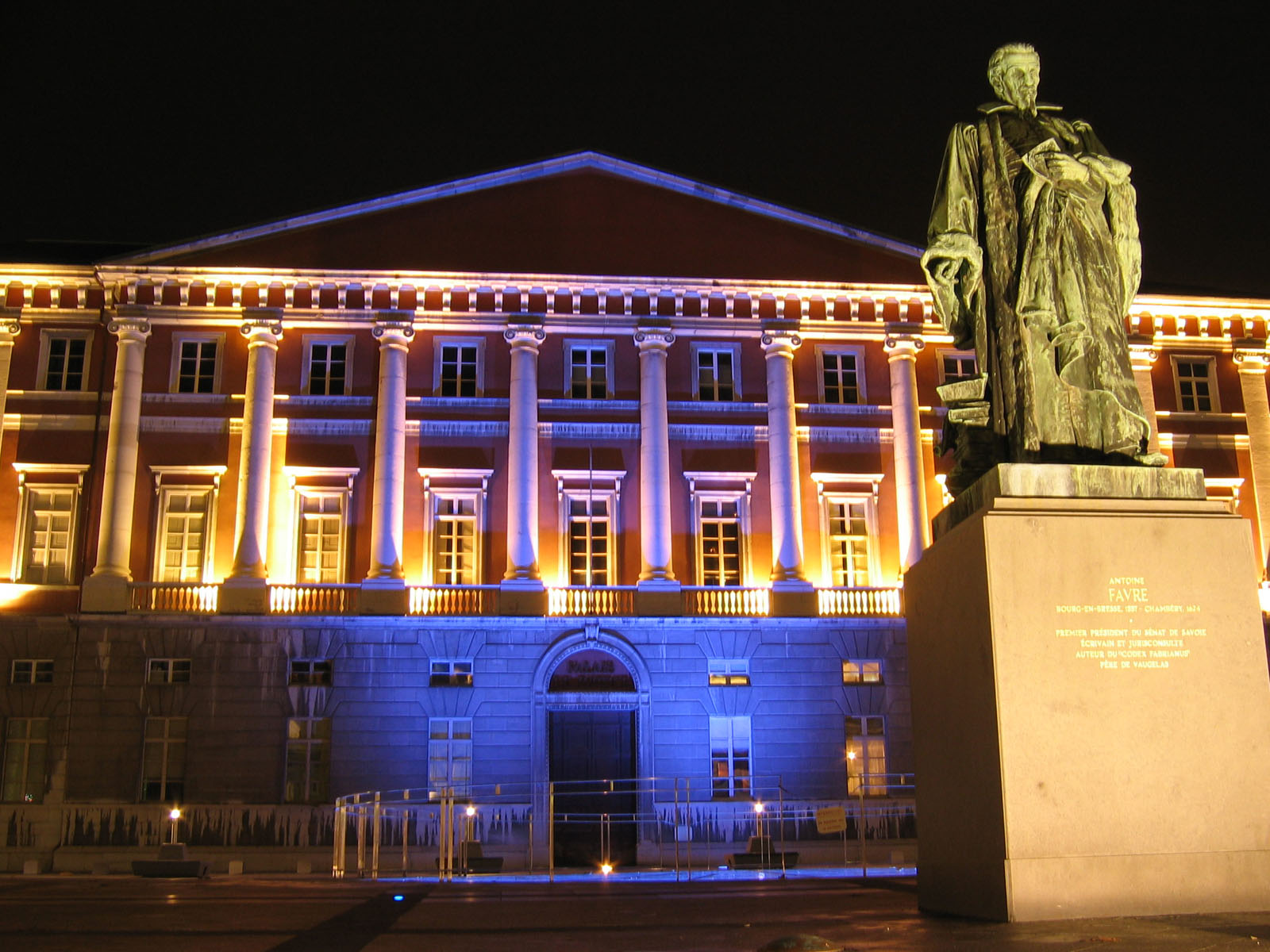
Palais de justice de Chambéry, achevé en 1859. Au premier plan, le monument dédié au Président Favre

Les premières élections au suffrage universel masculin à la députation, ont lieu les 9 et 10 décembre. Amédée Greyfié de Bellecombe et Ernest de Boigne (descendant de Benoît de Boigne) représentent la Savoie, tandis qu'Hippolyte Pissard et Anatole Bartholoni représentent la Haute-Savoie.

### 1861-1871, des mécontentements sans remise en cause du plébiscite
« La vieille Savoie a vécu. L’uniformité de la mode de Paris se substitue à l’originalité des coutumes nationales. La vie provinciale d'autrefois n'est plus qu'un souvenir. Nous devenons quelconques alors que nous étions quelqu’un. »

— François Descotes (1846-1908, homme politique conservateur) en 1902.

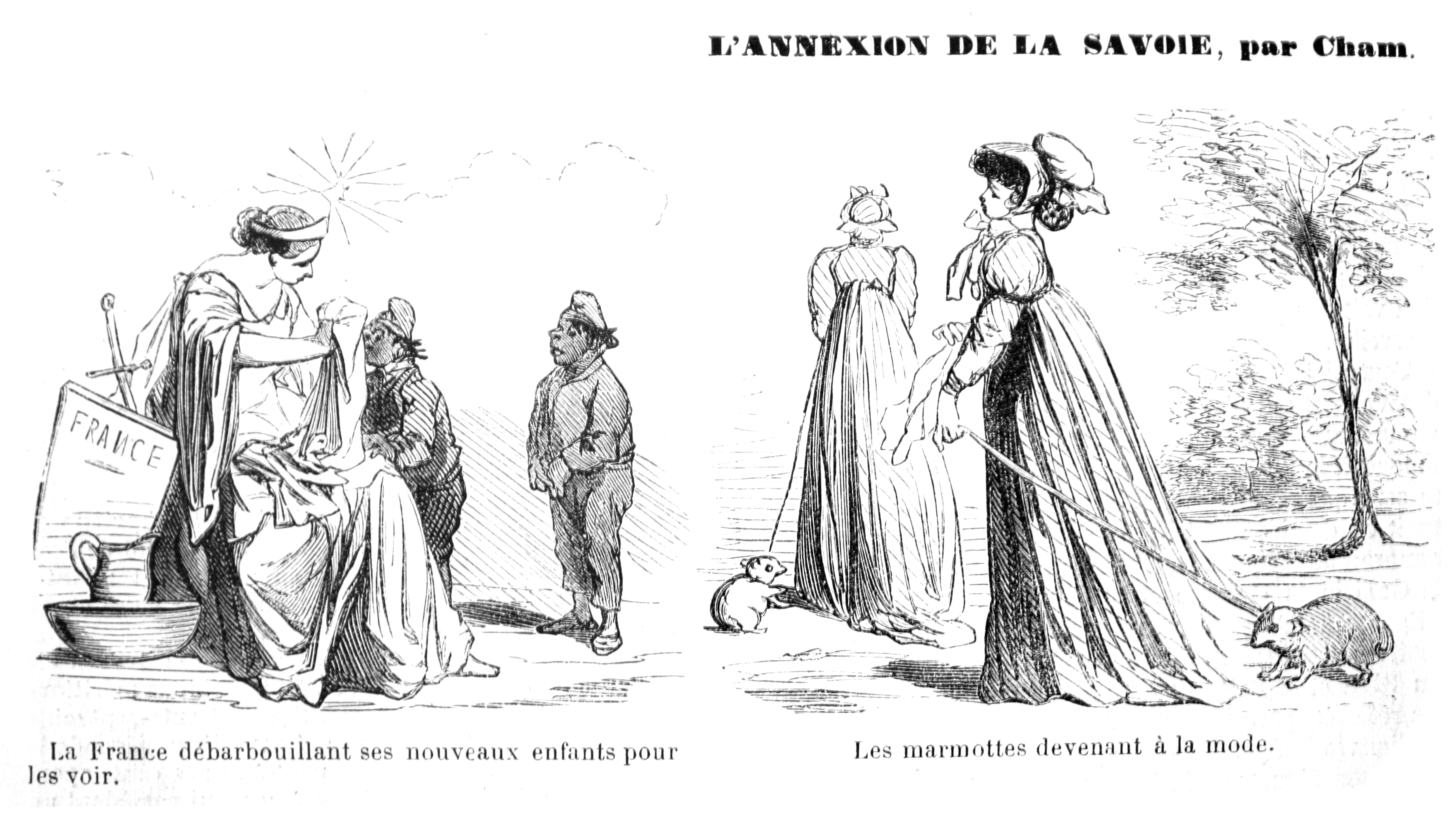
Caricature de Cham représentant l’intégration de la Savoie à la France, publié dans le Journal universel L'Illustration, du 30 juin 1860

La réflexion de l’avocat chambérien traduit bien le sentiment d'une partie de la population durant la période. Les Savoyards, après les premiers temps du rattachement, ont le sentiment que leur destin leur échappe. Sans remettre en cause l'intégration à la France, certaines dispositions de l'administration impériale ont été mal comprises.
Le premier décalage a lieu entre les nouveaux fonctionnaires français et la population. Les Savoyards pensaient obtenir la gestion de leur territoire, alors que le principe de l'administration française visait au brassage de ces fonctionnaires, censé éviter le développement d'un clientélisme local. Le malentendu provient de l'image que les Français se faisaient des Savoyards. Les caricatures dans les hebdomadaires - L'Illustration, Le Monde illustré, Le Charivari - présentent, comme la caricature de Cham ci-contre, une Savoie que l'on doit civiliser, désenclaver. « Ces messieurs étaient persuadés qu'on y parlait italien et qu'on y manquait des objets les plus usuels, jusqu'à la chandelle. ». D'ailleurs, certains fonctionnaires débarquèrent même en Savoie avec un dictionnaire franco-italien alors que la Savoie avait engendré des auteurs de langue française comme François de Sales, Marc-Claude de Buttet ou encore Vaugelas,. D'ailleurs le terme de  savoyard, au-delà de l'appellation des habitants de la contrée, était synonyme de rustre. Les usagers Savoyards profitaient de cette situation pour faire traîner les affaires, cherchant à lasser leurs nouveaux interlocuteurs.
D'un point de vue politique, on se plaint rapidement de la faible représentation de la province au niveau national. La plupart des élites, formées de la noblesse aristocratique ou de notables, principalement de robe plutôt que d'industrie, se retire de la vie politique. La politique romaine de Napoléon III irrite les Savoyards, notamment les conservateurs, ce qui pousse à la démission le député Amédée Greyfié de Bellecombe, mais sans remettre en cause le nouveau loyalisme à l'Empire. Par ailleurs, les républicains ou hommes de gauche sont peu représentés en Savoie, malgré une percée lors des élections de 1869 et l'apparition d’un anticléricalisme (cf. infra) ; lors du plébiscite du 8 mai 1870 la Savoie vote à 80 % « oui »

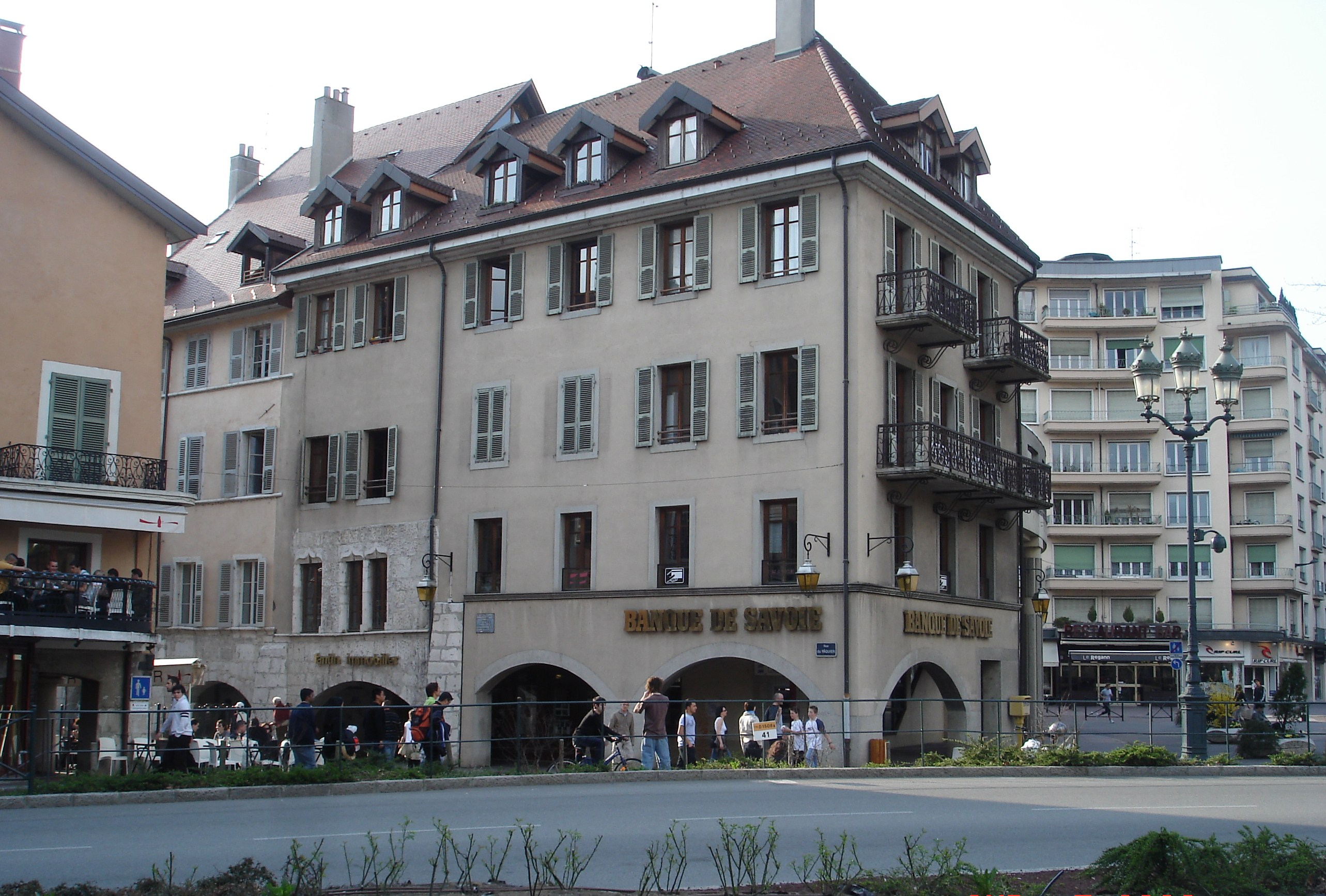
Banque de Savoie

Les déceptions se produisent aussi et surtout en matière économique (voir partie une société traditionnelle ci-après), ainsi qu'avec la faillite de la Banque de Savoie et de nombreuses banques locales. La Banque de Savoie est un établissement bancaire créé le 26 avril 1851 à Annecy, resté de petite taille. À la suite des accords du rattachement, on s'oriente vers le maintien de la Banque de Savoie avec le privilège d'émettre des billets et des pièces. Rapidement la question du monopole de la Banque de France pour l'émission de billets se pose, de même que la fusion des deux banques. Toutefois la Banque de Savoie fait traîner les négociations et exige un prix très élevé pour le rachat de ces droits. Par ailleurs, les frères Pereire cherchent une association avec la banque savoyarde afin de concurrencer sur l'ensemble du territoire la Banque de France. Le gouvernement interdit cette association et place la banque de Savoie sous séquestre, ce qui engendre sa faillite ainsi que celle de sept autres établissements bancaires locaux (principalement en Haute-Savoie),,.
La réunion à la France provoque la diminution du nombre d'écoles, notamment dans les différents hameaux de montagne (1 854 écoles en 1849, plus que 1 641 en 1872). Toutefois, cette restructuration n'entraîne pas la diminution de la scolarisation, bien au contraire. Le nombre d'enfants scolarisés passe de 75 728 à 96 628. Si le taux d'alphabétisation n'est pas connu pour cette période, « en 1848, sur 100 Savoyards de plus de 15 ans, 40 étaient analphabètes ; soit en montagne, 30 % environ, et, dans le bas-pays, jusqu'à 50 % ». À la même date à Paris, il est estimé que 85 % des hommes et 75 % des femmes savaient lire.

### Une société traditionnelle
L'annexion de la Savoie à la France, entraine une économie profondément modifiée. Essentiellement rurale, l'économie savoyarde résiste mal à l'ouverture de son marché aux marchandises françaises, voire belges ou britanniques. Les produits bon marché envahissent les deux départements entraînant une crise économique des différents secteurs d'activité. Lors du vote, les savoyards entretenaient l'espoir d'améliorer très rapidement l'économie locale par de meilleurs débouchés et une industrialisation, entraînant une amélioration du niveau de vie.

#### L'agriculture
La Savoie est essentiellement paysanne, les exploitations agricoles organisées autour des coopératives, régressent inéluctablement au lendemain de l'Annexion. L'isolement et le manque de capitaux les empêchent de se moderniser et de se diversifier, malgré l'encouragement de la presse locale. Les quotidiens Le propagateur, Le Savoyard, La Tarentaise, Le Léman organisent des échanges, des concours et des foires avec les villes phares de la région comme Lyon et Grenoble.
En 1862 les petites exploitations cultivent essentiellement le blé, le sarrasin, le méteil, le chanvre et la pomme de terre. La vigne d'altitude possède un mauvais rendement avec des vins de grands crus tel que le cépage Mondeuse, Persan (rare), et le Roussette-de-Savoie (rare). Actuellement avec moitié moins de superficie viticole, on obtient le même rendement qu'en 1862 (7 100 hectares au lieu de 18 355 hectares).
L’administration française des Eaux et Forêts mènera une politique de reboisement énergique et indispensable pour la région. En 1876 la forêt plantée essentiellement d'épicéas est passée en Haute-Savoie de 100 000 hectares à 160 000 hectares en un siècle, soit +36 % de la surface du département. Les gardes forestiers n'étant plus sous l'influence des communes, les petits délits et les animaux domestiques errants dans les forêts disparaissent, ce qui permet de mieux protéger le patrimoine forestier, mais également les écosystèmes associés à la forêt. Le mulet de Faucigny très apprécié pour ses qualités robustes et montagnardes se vend en Espagne et au Portugal. Ce mulet chargé de foin ou de raisin lors des vendanges, pouvait transporter une contenance d'environ 150 litres appelée chavalée (mot composé du patois "tsa" : pâturage, et "vala" : valeur). En 1868, Théophile Gautier mentionne, lors de son cheminement de Chamonix à Martigny, que le trajet se fait à pied (dix à treize heures) ou à dos de mulet (huit heures) mais que la route commence à être praticable aux charrettes à partir de la tête Noire.

« Les tentatives pour faire connaitre les vaches tarines, se déroulèrent sous le signe de l'incertitude. Les quelques spécimens amenés sans préparation à l'exposition de Lyon en 1861 y firent l'effet d'animaux aux os saillants et aux poils ternes. Cette race étrange réapparut au concours de Moulins en 1862 où elle eut le succès dû à des animaux engraissés à point. L'appellation de race tarine fut proposée au concours de Moûtiers en 1863. Reconnue officiellement en 1864, elle favorisa surtout la vente dans le département du midi où les bêtes de travail et de laiterie à la fois devraient faire preuve de résistance et de sobriété. »

— Jacques Lovie, La Vraie Vie de tous les jours en Savoie romantique, 1815-1860.

#### Une économie fragile
L'une des priorités est de pouvoir relier la Savoie au reste du territoire. Jusqu'en 1915, la France développe le réseau ferré. Chambéry est reliée à Grenoble en 1864 et à Lyon en 1884. La ligne est prolongée jusqu'à Annecy deux ans plus tard. L'achèvement du tunnel ferroviaire du Mont-Cenis (débuté en 1857) par Germain Sommeiller, en 1871, permet à une seconde ligne de devenir un axe majeur européen, reliant la France à l'Italie. Ailleurs en Savoie, le train atteint Albertville le 27 octobre 1879, Moûtiers le 1er juin 1893  et Bourg-Saint-Maurice le 20 novembre 1913. La plupart des autres lignes sont terminées durant cette période.
Le désenclavement économique est tout aussi lent. Le difficile développement des transports doit être mis en relation avec le relief. Les Savoyards qui pensent trouver un nouveau marché pour leurs produits agricoles se trouvent face à la concurrence des autres régions rurales françaises. La signature avec l’Angleterre d'un traité commercial favorise les importations anglaises, moins coûteuses que les produits français. Les droits acquis accordés grâce à la zone franche avec la Suisse suffisent toutefois à limiter la concurrence agricole pour la partie nord de la Haute-Savoie. Par contre, l’industrie savoyarde résiste mal. Ainsi la manufacture d'Annecy qui comptait entre 1 200 et 1 400 ouvriers en 1848 passe à 560 au lendemain de l'Annexion. Des 67 cloutiers que l'on pouvait trouver dans les Bauges, il n'en reste plus que 14 en 1872. Toutefois, à partir du 1er avril 1863, pour éviter de pénaliser l’industrie affaiblie dans cette zone, le bénéfice des crédits de franchise seront supprimés. Par ailleurs, le secteur du textile en lien avec les industriels lyonnais se maintient, notamment à Chambéry avec la gaze ; à Faverges et à Yenne avec la soie ou encore à Annecy avec le coton.
Le secteur bancaire ne résiste pas. L'affaire de la Banque de Savoie (voir ci-dessus) et sa faillite entraîne une fragilisation du système bancaire local, puis à sa disparition :
De nombreux établissements commerciaux et industriels furent aussi en dépôt de bilan à la suite de ces faillites bancaires : tannerie de Saint-Bon-Tarentaise, Pâtes alimentaires Craste de Thonon-les-Bains.

### La vie politique

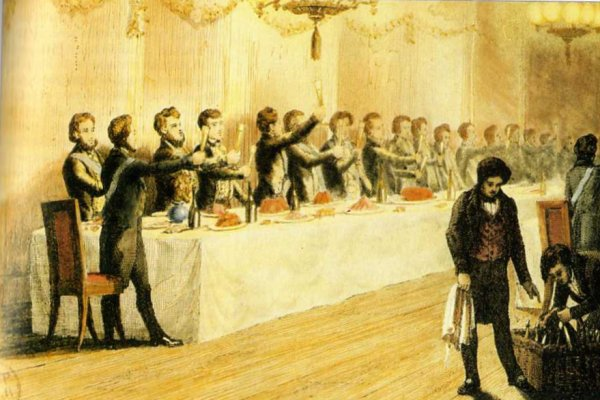
Banquet maçonnique en France, vers 1840

La loge maçonnique "la Réunion" de Chambéry, appartenant au Grand Orient de France, mettra fin à toute activité maçonnique dans le duché sarde vers 1815 jusqu'à l'annexion de la Savoie en 1860. la première loge de Chambéry "la Renaissance", vers la fin de 1864 créera une seconde loge "l'Espérance Savoisienne". Ces deux loges maçonniques, seront surveillées par les autorités françaises, avant d'être  interdites par arrêté préfectoral le 23 septembre 1877.
La loge maçonnique de Chambéry, représentante des idées libérales en 1864, composée d'une population représentant toutes les classes sociales (ouvriers, artisans, négociants, entrepreneurs ou professions libérales) manifestait un certain dédain de la vie politique. Pour pallier une situation difficile ouvrière, et un chômage toujours croissant, une distribution de soupe dans les écoles sera mise en place et prise en charge par une coopérative alimentaire financée par les loges l'Espérance Savoisienne (issue de la loge des Trois Mortiers, elle est la plus ancienne loge de Chambéry) et La Renaissance à Bonneville et Sallanches. En 1869, les rues de Chambéry sont remplies de miséreux que pourchasse la police.
La Quanta Cura, encyclique du pape Pie IX, écrite pour condamner les principales erreurs politico-religieuses du XIXe siècle fut interdit en décembre 1864, ce qui entraina une agitation dans le milieu religieux savoyard. Le renforcement militaire provoquera une vive inquiétude dans le milieu ouvrier. Les réunions politiques commencent à faire peur, si bien que certains hommes politiques préconiseront de se tenir prêts en cas de danger. Le scrutin de 1869 affirmera la poussée du parti républicain avec l'élection de Nicolas Parent à Chambéry (son programme était : liberté complète, décentralisation gouvernementale et administrative, réduction des gros traitements et instruction des masses) et de Jules Philippe à Annecy. Les réunions publiques racontaient les méfaits du gouvernement et le journal libéral Le Patriote faisait l'apologie de l'anticléricalisme et de l'antimilitarisme.

### La guerre de 1870 en Savoie

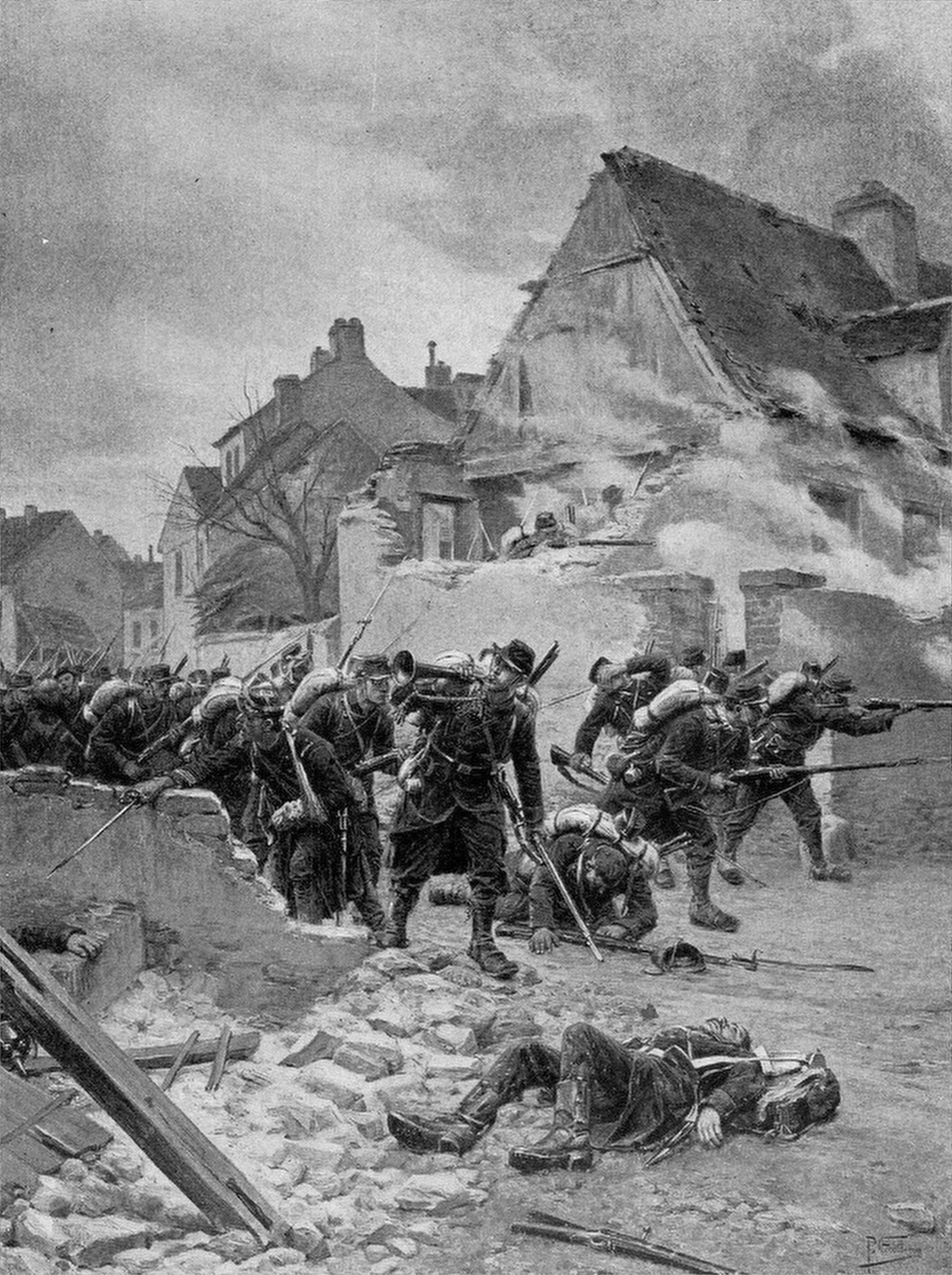
Soldats français entrant dans un village

La guerre franco-prussienne de 1870 marqua symboliquement l'ancrage de la Savoie à la République ; pour la première fois, les savoyards combattent pour leur nouvelle patrie, et montrent ainsi leur attachement à la France.
Parmi ces unités, le 1er bataillon des  mobiles de la Savoie, composé de troupes enthousiastes, mais mal entraînées et équipées, commandé par Charles-Albert Costa de Beauregard est intégré à l'Armée de l'Est. Cette armée commandée par le général Charles Denis Bourbaki cherche à forcer le blocus de  Belfort. Entre le 14 et le 16 janvier 1871 se déroule la bataille de la Lizaine, pour contrôler l'accès de Belfort. Le 15 janvier, les compagnies de mobiles de Savoie et de zouaves reçoivent l’ordre de prendre Béthoncourt (Doubs). Alors qu’ils s’engagent dans le village qui semble endormi, des tirs éclatent. « De toutes parts, nous étions enveloppés de feu » écrivit Charles-Albert Costa de Beauregard, lui-même blessé. Il s’agit des combats les plus violents de l’Armée de l'Est, et 72 savoyards ont été tués dans cette commune.
Par ailleurs, durant cette période de trouble, la Suisse observe les évènements avec grand intérêt, lorsqu’en 1871 les combats se rapprochent de ses frontières. Au regard de l’article VII du traité de Turin de 1816, la Confédération suisse envisage d’appliquer cet article en neutralisant la partie nord de la Savoie. Le 16 juillet 1870, le Conseil fédéral prévient les grandes puissances : « il ferait usage de ce droit, si les convenances paraissaient l'exiger pour la défense de la neutralité suisse et de l'intégrité de son territoire ». Le Comité Républicain de Bonneville réclame l'occupation. Le préfet de la Savoie, Eugène Alexandre Guiter, fait de même, bien qu'étant situé en dehors du territoire répondant à l'article VII. La Suisse, soumise à une pression quant aux interprétations de son action, abandonne son projet et surtout à la suite de la capitulation de Paris.
Avec la proclamation de la Troisième République et l'élection d'une nouvelle génération de parlementaires, la Savoie cesse d'être considérée comme un territoire récemment acquis.

## Sous laIIIeRépublique

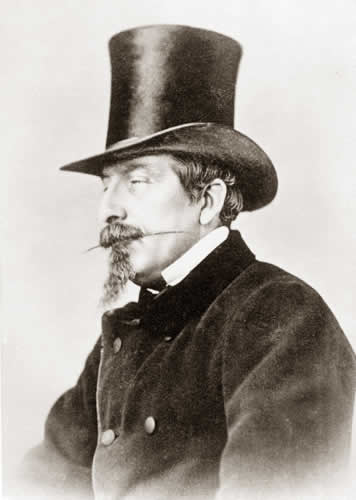
Napoléon III Empereur (par Nadar)

Après la défaite de Sedan des républicains influents assureront la direction des principales municipalités. Dans les deux préfectures des commissions départementales s'installent sans opposition.
- Eugène Guiter conseiller général des Pyrénées-Orientales, est nommé préfet et présidera la commission de Chambéry le 5 septembre 1870. Jean-Baptiste Finet[Note 6], est désigné maire par la commission municipale provisoire.
- Jules Philippe publiciste est nommé préfet et présidera la commission d'Annecy le 5 septembre 1870. Louis Chaumontel est désigné maire par la commission municipale provisoire.
- Une assemblée populaire désigne un comité municipal à Moûtiers.
- Un comité démocratique s'installe à Thonon-les-Bains.
- Un comité de sureté provisoire s'installe à Bonneville.

À la suite de la nomination d'Adolphe Thiers président de la République en 1871, la droite savoyarde regagne du terrain en élisant député de la 2e circonscription l'ingénieur Humbert Grange (Savoie - Union des Droites), soutenu par le clergé.
Jacques-Flavien-Victor Henrion de Stool de Magnoncour, conservateur, ancien officier, est nommé à la préfecture de Chambéry. Léon Gambetta fait un voyage officiel à partir du 21 septembre 1872 entre Chambéry, Albertville, Annecy à Thonon et Bonneville. Ce voyage n'avait comme visée, que d'éloigner les dernières émanations de séparatisme braquées vers l'Italie ou Genève.
Cette implantation républicaine s'explique par le fait que les Savoyards ne peuvent pas se retourner comme les Français vers leur ancien monarque, désormais italien ; par ailleurs l’influence du clergé s'amoindrit sous les critiques et les attaques de la presse libérale, les forces religieuses se retirent progressivement de la vie collective et encadrent de moins en moins les communautés ; enfin la population est séduite par les valeurs de la Démocratie. Même la chute de Thiers le 24 mai 1873 et l'orientation monarchiste française prise ne remettent pas en cause cet ancrage politique.
À la suite d'une  italophobie française, il est créé en 1882 une armée des Alpes (notamment les chasseurs alpins), de nouvelles casernes et fortifications sont bâties ou rénovées (Albertville, Moûtiers, etc.), des sentiers et routes sont construites par les régiments de l’infanterie basés en Savoie (Modane, Bourg-Saint-Maurice, Chambéry, Annecy).

### Tendance politique: Un ancrage républicain
À l’occasion des élections législatives de 1871 à 1914, les deux départements envoient régulièrement des députés à tendance républicaine ou modérée à l'Assemblée jusqu’en 1898, contrairement à ce qu’il se passe ailleurs en France. Sur les neuf circonscriptions, seul l’arrondissement de Saint-Jean-de-Maurienne enverra un député conservateur, Charles-Albert Costa de Beauregard en 1871. Ce succès républicain trouve plusieurs raisons indiquées précédemment. De plus, les principaux candidats omettent bien de parler de religion. Le discrédit tombe sur les notables qui ont servi ce régime, une nouvelle élite urbaine, inspirée des idéaux de 1848, les remplace, garant de la paix et du progrès. Le préfet de la Savoie, Eugène Alexandre Guiter, notait en 1871 que cette République était acceptée par la population dans la mesure où : « (elle était) le gouvernement le plus économique et le plus sûr des résultats d’avenir ». Les Savoyards sont perçus par l'administration comme matérialistes et cherchant toujours une personnalité politique ancrée, capable de défendre leurs intérêts particuliers. Pendant plus de vingt ans (1871-1898), des personnalités locales s'installent dans leur mandat :
- Nicolas Parent (1817-1890) à Chambéry. Député sarde puis élu français en 1871 puis de 1876 à 1880, sénateur de 1880 à 1889 ;
- Pierre Blanc (1806-1896) à Moûtiers, député de 1876 à 1896 ;
- Jules-François Horteur à Saint-Jean-de-Maurienne, député républicain modéré de 1876 à 1895 ;
- Jules Philippe (1827-1888) à Annecy, député sarde puis français en 1871, puis de 1876 à 1888 ;
- César Duval (1841-1910) à Saint-Julien-en-Genevois, député de 1883 à 1898, puis sénateur de 1898 à 1910 ;
- André Folliet (1838-1905) à Thonon, député de 1876 à 1893, puis sénateur de 1894 à 1905

À partir de la fin des années 1890, ce sont principalement des députés radicaux et radicaux-socialistes qui sont élus régulièrement. Même lors des débats sur les lois de 1901 (art. 13 et 14 sur les congrégations religieuses) et sur la séparation des Églises et de l'État en 1905 qui provoquent des réactions, lors des élections aux législatives de 1906 les radicaux-socialistes remportent tous les sièges. Il faut attendre 1910-1914 pour que quelques conservateurs remportent des sièges à Chambéry, Annecy ou Albertville.

### Un développement économique tardif
Faisant suite à la crise économique qui touche la Savoie entre 1860 et 1890, on note une reprise du développement en lien avec l’achèvement des infrastructures de transport, l’utilisation de la houille blanche et le développement du thermalisme associé à la découverte de l’atout paysager montagnard.

#### L'énergie hydraulique et le milieu industriel
« Dans ce domaine, la Savoie est en pointe. C’est le fruit d’une volonté mais c’est aussi le fruit d’une histoire. La Savoie a été pionnière, dès la fin du XIXe siècle, dans le développement de l’hydroélectricité. C’est en 1883 (en réalité 1885) que La Roche-sur-Foron est devenue la première ville électrifiée de France. Au fil des années, des filières industrielles se sont développées, jusqu’à ce que la Savoie prenne le virage des nouvelles technologies d’énergies renouvelables. Ce virage réussi, ce passage d’une génération de technologie à l’autre, appuyé sur un tissu industriel dynamique, est un exemple et je veux qu’il soit considéré comme tel et qu’il soit encouragé partout où cela est possible »

— Intervention à Modane (Savoie) de François Fillon Premier ministre français (2007)
La montagne forme des crues et des inondations, qui peuvent être ravageuses pour les habitants des parties basses des plaines. À partir de 1830, le gouvernement Sarde entreprend des travaux d’endiguement, en comblant les fonds de vallons. Par dépôt de limons, plusieurs retenues des eaux provoquent un  débordement en escalier, et la formation de plusieurs réservoirs, qui protègent les vallées des crues subites. Actuellement la Savoie utilise toujours cette trame parcellaire pour l’agriculture et l’industrie du bois. Des ouvrages de correction de chutes d'eau sont entrepris dans les vallées par le service de Restauration des terrains en montagne (RTM) à partir des années 1880 (lois de 1860, 1864, 1882), notamment à partir du reboisement des pentes pour éviter les coulées.
L'industrie savoyarde reste relativement limitée, principalement aux abords des cours d'eau, pour utiliser les moulins à aubes, avec les papèteries de Cran (Papeterie Aussedat) ou à Faverges, ou encore avec le développement des soieries citées plus haut, notamment en raison des contrecoups de l'Annexion. Il faut donc attendre les années 1869-1889, avec Aristide Bergès, créateur de la Société d'éclairage électrique du Grésivaudan, qui invente une turbine utilisant la force des chutes d’eau. Il désigne cet usage par l’expression de « houille blanche ». Désormais, la Savoie connaît une relance, après les années de crise économique entre 1860-1890, qui est aussi à l’origine d’un ralentissement des migrations montagnardes. Ainsi se développe la production de l’aluminium par électrolyse à chaud à La Praz dans la vallée de l'Arc, d’aciers spéciaux à Ugine dans le Val d’Arly ou l’exploitation de la cheddite à Chedde-Passy dans le Haut-Faucigny, plus tardivement en lien avec le développement du ferroviaire en Tarentaise le ferro-silicium à  La Léchère,.
Les autres industries se modernisent à cette période, grâce à une élite locale dynamique, mais manquant souvent de capitaux. Toutefois, on pallie cette insuffisance financière, notamment en Haute-Savoie, avec la création de la Banque Laydernier par Léon Laydernier, en 1891, et la renaissance de la Banque de Savoie, à Chambéry, en 1912. Mais il faut attendre le début du premier conflit mondial pour que des entreprises extérieures, principalement suisses, viennent s'implanter en Savoie.

#### La naissance du tourisme

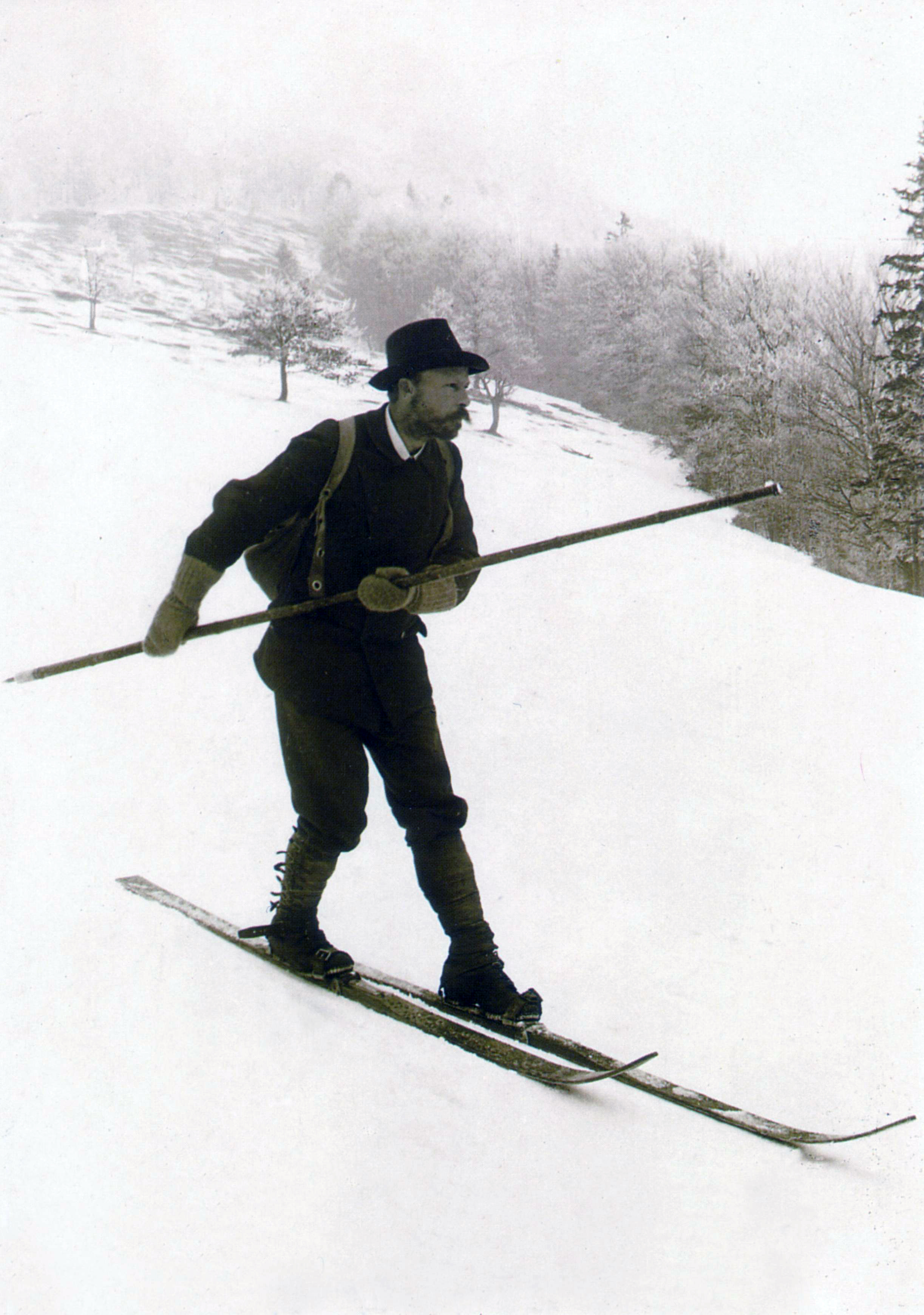
Les sports d'hiver (photo de 1905)

À la veille de la Première Guerre mondiale, ce pays diversifié et mêlé de montagnes, de ciel bleu, de forêts, de lacs et de neige attire les touristes les plus fortunés. Aix-les-Bains, avec ces 18 hôtels et pensions, et Chamonix, avec six hôtels, sont les deux destinations privilégiés de ces premiers touristes. L’« Hôtel de Londres » inauguré à Chamonix en 1770 est un des rares établissements de grand luxe (palace pour l’époque) existant dans la région. Le développement des chemins de fer (notamment le PLM) et des routes permettra l’expansion du tourisme vers les massifs montagneux entre 1900 et 1930. Ce tourisme s’adressant aux privilégiés permettra en 1908 l’inauguration du chemin de fer Chamonix-Montenvers et en 1912 l’inauguration du chemin de fer à crémaillère du massif du Mont-Blanc qui relie la gare SNCF de Saint-Gervais (altitude 580 m) au glacier de Bionnassay (gare du Nid-d'Aigle, altitude 2 372 m) en Haute-Savoie. En août 1914 les travaux seront interrompus par la guerre au Nid d'Aigle en bordure du glacier de Bionnassay. Ils ne seront jamais repris par la suite.
L’essor de l’automobile et des transports par autocar développera les visites pittoresques et la découverte des paysages montagneux. À Saint-Christophe, on inaugure le tunnel Napoléon par lequel passe la D1006. En 1885, la Société des Grottes des Échelles aménage pour les visiteurs des grottes, à proximité de la voie sarde, ancienne voie commerciale entre l'Italie et la France (Col du Mont-Cenis), abandonnée depuis la construction du tunnel.
Le commerce de la neige, nommée "or blanc", apporte une fortune où bien peu de Savoyards pouvaient imaginer qu’un jour, les terres déshéritées du XVIIIe siècle deviendraient des terres représentant un capital familial.

## L'évolution culturelle et sociale
La Savoie et la Haute-Savoie connaissent une importante diminution démographique durant les premières décennies du rattachement à la France, tandis que des personnalités participent à la vie culturelle française.

### La chute démographique

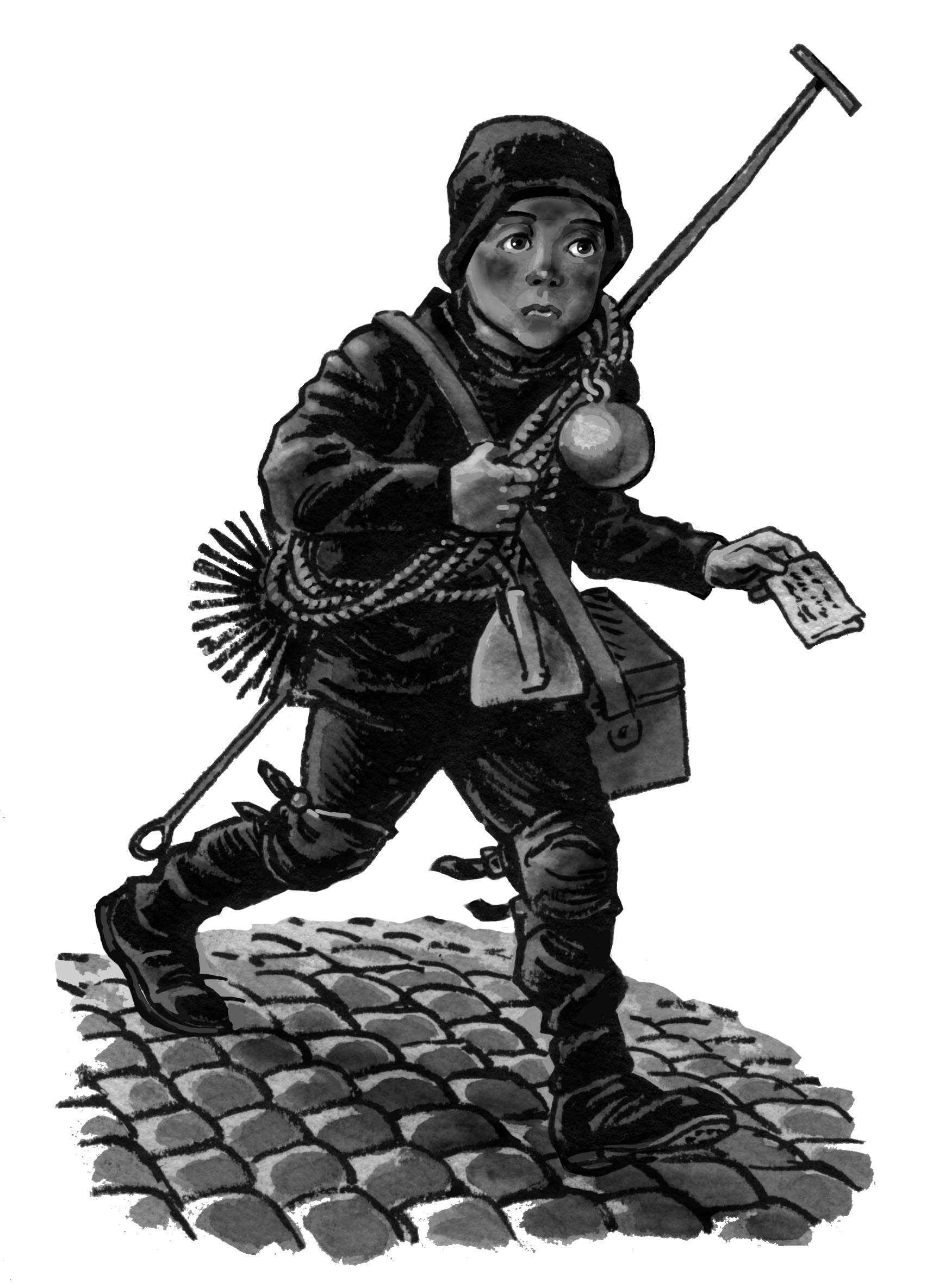
Petit ramoneur savoyard (dessin de Jean-Claude Pertuzé)

L’évolution démographique des deux départements savoyards connaît une crise due à l’immigration économique temporaire ou définitive, que la  Grande Guerre accélèrera encore.
| Années | Savoie  | Haute-Savoie | Annecy | Chambéry |
| ------ | ------- | ------------ | ------ | -------- |
| 1860   | 275 039 | 267 496      | 9 370  | 19 953   |
| 1866   | 271 663 | 273 768      | 11 554 | 18 835   |
| 1876   | 268 361 | 273 801      | 10 976 | 18 545   |
| 1896   | 259 790 | 265 872      | 12 894 | 21 762   |
| 1901   | 254 781 | 263 803      | 13 611 | 22 108   |
| 1911   | 247 890 | 255 137      | 15 622 | 22 958   |
| 1921   | 225 034 | 235 668      | 15 004 | 20 617   |
| 1926   | 231 210 | 245 317      | 17 223 | 23 400   |

Au cours de la période 1860-1914, la Savoie connaît une crise démographique. Si dès les premières années (cf. tableau), on observe une diminution immédiate en Savoie, la Haute-Savoie gagne des habitants. Toutefois, à partir des années 1886, les deux départements perdent des habitants (-7 %). En un demi-siècle, ceux-ci connaissent une baisse de leur population, à -9,87 % pour la Savoie et -4,62 % pour la Haute-Savoie. Sans prendre en compte les travailleurs saisonniers qui se dirigent vers les régions lyonnaise ou parisienne ou encore le sud de la France, la perte brute pour les départements savoyards est de -100 000 hab. Cette migration traditionnelle des populations montagnardes, représentées comme rustres et rudes (cf. infra), à destination tant de la France que des pays alémaniques reste marquée dans les esprits par le petit ramoneur, cependant ceux-ci ne représentent qu'un faible pourcentage des migrants,, faisant oublier la diversité des professions exercées comme les colporteurs, les rémouleurs, les marchands, les hongreurs, les fermiers, les cochers de fiacre, les enseignant(e)s ou encore les collets rouges de l'hôtel Drouot. Parallèlement, une partie de la population a migré vers le Nouveau Monde. Entamé en 1854, la migration à destination de l'Argentine se développe, pas moins de 4 000 Savoyards partiront entre 1860 et 1914. Un arrêté préfectoral du 15 janvier 1863 interdira l'exploitation des petits ramoneurs, jeunes garçons ou filles loués par les parents 50 francs pour six mois, à des patrons sans scrupules, qui les contraignent aussi à mendier dans les rues.
Pendant la « Grande Guerre » les Savoyards intégrés dans les régiments d'infanterie (30e, 97e, le 230e et 297e) seront sur tous les fronts, notamment sur le front alpin, où ils seront surnommés les « Diables bleus » avec les chasseurs alpins dauphinois. Les bilans, bien que variables, estiment à 3,5-4 % les pertes sur la population totale, voire 9 % pour certaines approches, toutefois certains villages auraient perdu plus de 5 % de leur population, comme Bonneval-sur-Arc avec 9 %.

### Un renouveau du régionalisme
Province francophone dans le royaume de Sardaigne, la Savoie a du mal à trouver sa place dans le nouvel ensemble français, devant faire face à des bouleversements sans précédent dans son histoire.
À la suite des migrations saisonnières puis définitives, à la transformation des vallées avec l’industrialisation et à la sécularisation progressive de la société, on comprend un peu mieux la citation de François Descotes, citée plus haut, qui pose la question de la place de la Savoie et surtout de son identité dans l’ensemble français. Toutefois, on s'aperçoit, en réalité, qu’il n'existe pas une identité savoyarde au lendemain de l'Annexion, mais bien des identités qui correspondent plus ou moins à l’une des six provinces historiques - la Savoie Propre, la Maurienne, la Tarentaise, le Chablais, le Genevois, et le Faucigny - et surtout à la commune, soulignant un esprit de clocher. Ces particularismes locaux, c’est-à-dire l’attachement à la petite patrie, se trouvent d’ailleurs lors des migrations définitives vers Paris ou les régions du monde, citées précédemment. Là où l’on pourrait penser que les Savoyards se regroupent entre eux face au difficile déracinement, ils reproduisent ces découpages géographiques comme le souligne en 1834 un article intitulé « La colonie des Savoyards à Paris » paru dans la Revue des deux Mondes de François Buloz (originaire de Vulbens en Haute-Savoie) : « ici les gens de Moûtiers, là ceux de Saint-Jean-de-Maurienne, plus loin ceux de Sallanches, et au-delà encore ceux de Conflans, une commune par quartier. » (p. 317). Constat identique un siècle plus tard avec l'ouvrage de Alphonse Bouinoud, Les Savoyards à Paris historique de la mutualité et des 40 sociétés savoisiennes de Paris, paru en 1910. Mais peu de traces d’une unité. Ainsi l’Annexion peut difficilement être perçue comme le creuset d’une identité, comme le rappelle Paul Guichonnet.
Seules les sociétés savantes de Savoie, d’origines aristocratiques, ecclésiastiques ou libérales, trouvent un nouveau regain au lendemain de l’Annexion, en devenant les gardiennes d'une identité locale, de sa culture, de son histoire, demeurant les spécialistes de l'hagiographie locale jusqu’aux années 1940. Les divisions provinciales se retrouvent à nouveau, chaque province possède sa société savante. À celles fondées à la période précédente, viennent se rajouter l'Académie de la Val d'Isère, fondée en 1865, par quelques personnalités dont Monseigneur Charvaz, l'abbé Martinet et le comte Amédée Greyfié de Bellecombe en Tarentaise ; l'Académie salésienne, fondée en 1878 à Annecy, par Monseigneur Claude-Marie Magnin, évêque d'Annecy et d'autres ecclésiastiques ; et l'Académie chablaisienne, fondée en 1886, par des personnalités comme le journaliste Charles Buet et le comte Amédée de Foras. Sous l'égide de l'Académie de Savoie, qui permet déjà la rencontre entre les personnalités de chaque province, un premier Congrès des Sociétés savantes de la Savoie a lieu à Saint-Jean-de-Maurienne, en 1878.

### Une nouvelle génération culturelle
L'arrivée d'une nouvelle élite intellectuelle, le développement de la presse implique la Savoie dans la vie culturelle française. Si l'écrivain Amélie Gex ou le peintre Prosper Dunant illustrent la Savoie ancienne, des auteurs catholiques comme Charles Buet ou Henry Bordeaux participent à la vie intellectuelle de leur époque, entièrement tournée vers la France.
Outre l'archevêque d'Orléans Félix Dupanloup, celui de Chambéry Alexis Billiet participe activement aux questions religieuses de la fin du XIXe siècle.
La Savoie, pendant longtemps, n’avait pas accès à des journaux, étant plutôt tributaire de la France voisine ou de Genève. À partir des années 1840, en raison d'une évolution du Statut, les premiers titres apparaissent (Le Courrier des Alpes, Le Patriote Savoisien). Au lendemain de l'Annexion, ceux-ci se multiplient, marquant surtout les divisions politiques entre les conservateurs catholiques et les libéraux.

### Les grandes affaires criminelles
Quelques grandes affaires criminelles qui ont secoué la Savoie sous la Troisième République :
- Affaire Jean- Alexis Favre : La Balme - Cour d'assises de la Savoie, 15 mai 1888 : un colporteur nommé Joseph Roux trouvé assassiné.
- Affaire Jean-Marie Spaggiari : Albertville - Cour d'assises de la Savoie, 19 février 1891 : meurtre d'un compagnon de cellule nommé Chanut prisonnier à la centrale d’Albertville. Jean-Marie Spaggiari 29ans, né à Vezzano en Italie, est condamné à la peine capitale le 19 février 1891 par la cour d'assises de Savoie.
- Affaire Joseph-François Bandin : Saint-Michel-de-Maurienne - Cour d'assises de Savoie, 6 août 1901 : meurtre de Marie-Clotilde Baudin sa mère.
- Affaire Jean-Baptiste Maffiodo : Termignon -  Cour d'assises de la Savoie, 13 mai 1903.
- Affaire François Maillet : Chamoux-sur-Gelon - Cour d'assises de la Savoie, 24 février 1904 : crime de Pierre Jaccoud domestique.
- Affaire Giriat-Bassot-Robardet : Aix-les-Bains - Cour d'assises de la Savoie, 1er juin 1904 : Eugénie Fougère et Lucie Maire, sa femme de chambre sont retrouvées mortes.
- Affaire Antonio Lombardo : Moûtiers - Cour d'assises de la Savoie, 30 mai 1906 : l'assassin du gardien Santarelli.
- Affaire Jean Casazza : Saint-Michel-de-Maurienne Cour d'assises de la Savoie, 26 mai 1909.
- Affaire Louis Michel : Randens Cour d'assises de la Savoie, 2 août 1913.
- Affaire Jean-Louis Duval, Albertville Cour d'assises de la Savoie, 27 novembre 1913 : la vengeance d'un déserteur.